# Віть (притока Прип'яті)
Віть — річка в Білорусі в Калинковицькому й Хойницькому районах Могильовської області. Ліва притока річки Прип'яті (басейн Прип'яті).

## Опис
Довжина річки 70  км, похил річки 0,4 м/км, площа басейну водозбору 991 км², середньорічний стік 3,2 м³/с. Формується притоками та безіменними струмками.

## Розташування
Бере початок на південно-західній стороні від села Нахов. Тече переважно на південний захід між селами Віть та Борисовшина і на південно-західній стороні від села Тульговичі впадає в річку Прип'ять, праву притоку річки Дніпра.